# Sint-Donatuskapel (Linde)

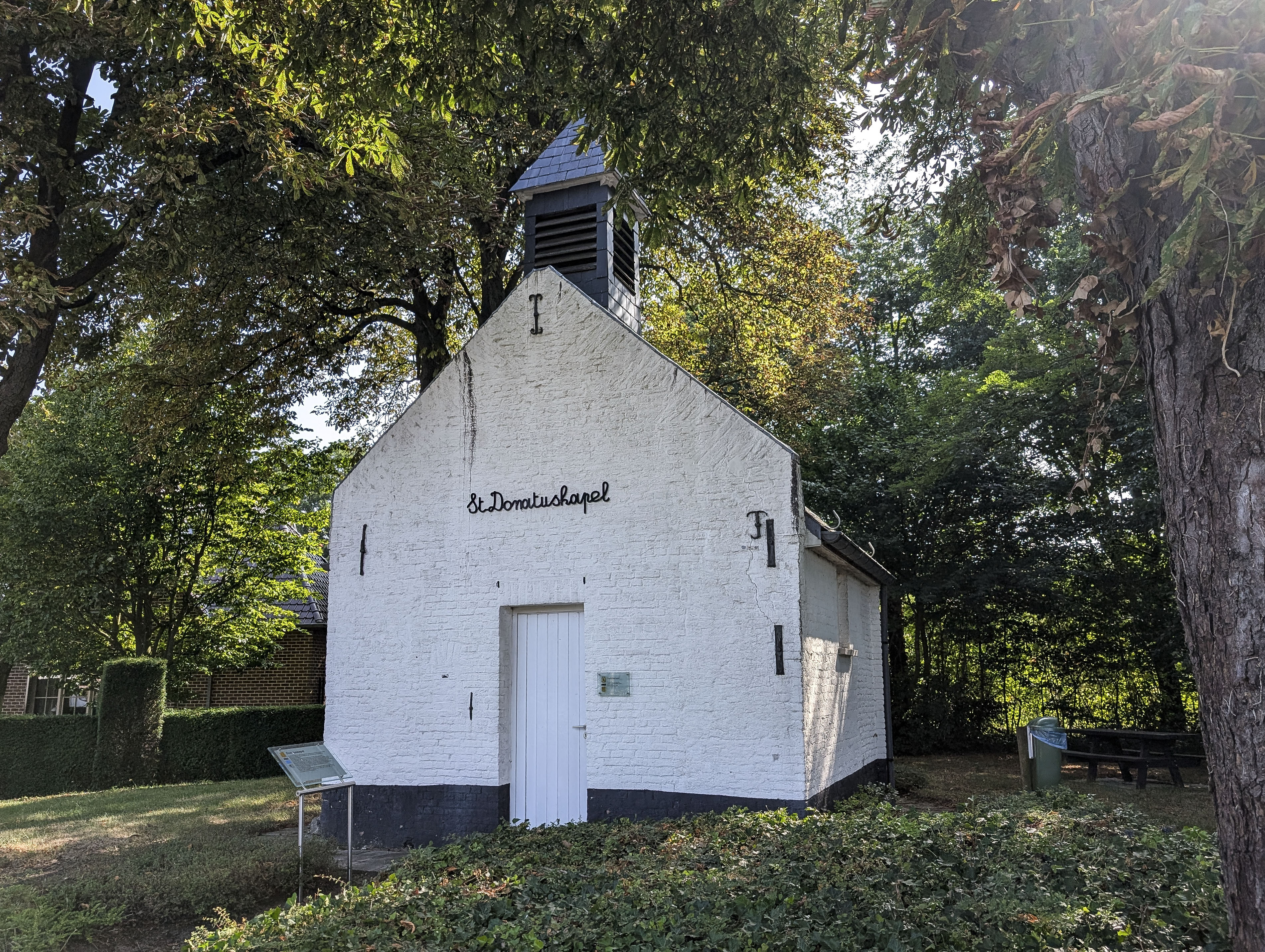
Sint-Donatuskapel

De Sint-Donatuskapel is een kapel in het Belgische gehucht Linde, deel van de gemeente Peer. De kapel is toegewijd aan Donatus van Münstereifel, een christelijke heilige, vereerd als patroon tegen onweer. In de 17e eeuw woonde een kluizenaar, Andreas Smets, bij de oorspronkelijke kapel. Hij gaf onderwijs en leerde kinderen bidden.

## Beschrijving
De kapel werd op 5 december 1851 ingewijd, tijdens het jaar van de officiële stichting van de parochie Linde. Op 6 december werd de eerste heilige mis hier opgedragen door pastoor F. Loots. 
Dit bakstenen bedehuis was de parochiekerk tot 1859. De kapel staat in de schaduw van drie kastanjelaars en een acacia. Ze bestaat uit een travee onder een zadeldak uit kunstleien. Het dakruitertje aan de westelijke zijde staat onder een tentdakje.
In de kapel vindt men een gipsen beeld van Donatus, van Jozef en Maria met Kind terug. Een beeld van Gerlachus, oorspronkelijk in de kapel, staat heden ten dage in de plaatselijke Onze-Lieve-Vrouw Onbevlekt Ontvangenkerk.